# Aspirine (nouvelle d'Amélie Nothomb)
 (mars 2022).
 (mars 2022).
Si vous disposez d'ouvrages ou d'articles de référence ou si vous connaissez des sites web de qualité traitant du thème abordé ici, merci de compléter l'article en donnant les références utiles à sa vérifiabilité et en les liant à la section « Notes et références ».
Aspirine est une nouvelle d'Amélie Nothomb publiée dans le recueil collectif Aspirine, mots de tête, composé de 29 récits qui narrent des histoires autour de l'aspirine, sorti en 2001. 
Comme la plupart des œuvres de Nothomb, cette histoire est purement autobiographique et traite de son rapport à l'homéopathie sous le prisme de la croyance religieuse.

## Résumé
La narratrice raconte un souvenir de son enfance : lorsqu'elle ou quelqu'un de sa famille tombait malade, sa mère refusait qu'elle prenne un cachet d'aspirine par foi religieuse. Ainsi, seule l'homéopathie ou bien le temps permettaient de résoudre les maux de tête.
À l'âge de 17 ans, la narratrice raconte avoir attrapé une forte fièvre chez une amie, qui la force à avaler une aspirine dans un verre d'eau. Après quoi elle se sent mieux et décide dorénavant de prendre une aspirine dès qu'une migraine se fait sentir.